# Cratyna menzeli
Cratyna menzeli är en tvåvingeart som beskrevs av Pekka Vilkamaa och Heikki Hippa 2005. Cratyna menzeli ingår i släktet Cratyna och familjen sorgmyggor.
Artens utbredningsområde är Finland. Inga underarter finns listade i Catalogue of Life.